# Aladino (gruppo musicale)
Aladino è stato un gruppo musicale eurodance attivo tra il 1993 e il 2002 e formato da Diego Abaribi, Giordano Trivellato, Giuliano Sacchetto e Taleesa che ha prestato la voce alla maggior parte dei brani.

## Storia
Il singolo d'esordio del progetto Aladino è Make it right now, pubblicato nell'estate del 1993 e cantato da Taleesa. Grazie alle 30.000 copie vendute è diventato uno dei più importanti successi.
Del 1994 invece sono i singoli Call My Name e Brothers in the Space sempre cantati da Taleesa. Sempre nel 1994 un singolo dal titolo Promise e cantato ancora da Taleesa uscì con lo pseudonimo NOName
Nel 1995 viene lanciato il singolo Stay With Me che questa volta vede la collaborazione di Sandy Chambers.
Il progetto Aladino si è chiuso definitivamente nel 2002 con Feel The Fire cantato questa volta da Sagi Rei.

## Discografia
- 1993 – Make It Right Now
- 1993 – Brothers in the Space
- 1994 – Call My Name
- 1995 – Stay With Me
- 2002 – Feel the Fire